# Пуща-Водицький (лісопарк)
Пуща-Водицький лісопарк — лісовий масив природного походження, який розташовується в регіоні Київського Полісся. Має статус парку-пам'ятки садово-паркового мистецтва загальнодержавного значення. Початкова площа – 359 га; збільшення площі на 1 га указом Президента України від 4 листопада 2000 року №1207/00.

## Загальні відомості
Рельєф території — слабо хвилястий. Лісопарк займає квартали 13-16, 27-29, 46, 47, 64, 77, 91, 94, 107-111.
Парк являє собою лісовий масив природного походження. Загалом в межах лісопарку виявлено близько 50 видів деревних рослин, серед яких зустрічаються дуби віком 300-400 років, сосни звичайної віком 160-190 років, модрина (деякі дерева віком понад 100 років), сосна Веймутова, сосна румелійська, туя, липа американська, катальпа, бархат амурський, гледичія.
У трав’яному покриві трапляються рослини з Червоної книги України – любка дволиста Platanthera bifolia, сон лучний (чорніючий) Pulsatilla pratensis, сон розкритий (широколистий) Pulsatilla patens, лілія лісова Lilium martagon, змієголовник Рюйша Dracocephalum ruyschiana. 

## Включення у Національний парк «Голосіївський»
Указом Президента України від 01.05.2014 р. № 446/2014 територію Святошинського лісопарку включили до меж Національного парку «Голосіївський», без вилучення в землекористувача: Святошинського лісопаркового господарства.